# Radnice v Rokytnici nad Jizerou
Rokytnická radnice je secesní budova z roku 1902, která stojí na Dolním náměstí v Rokytnici nad Jizerou v okrese Semily v Libereckém kraji.

## Historie

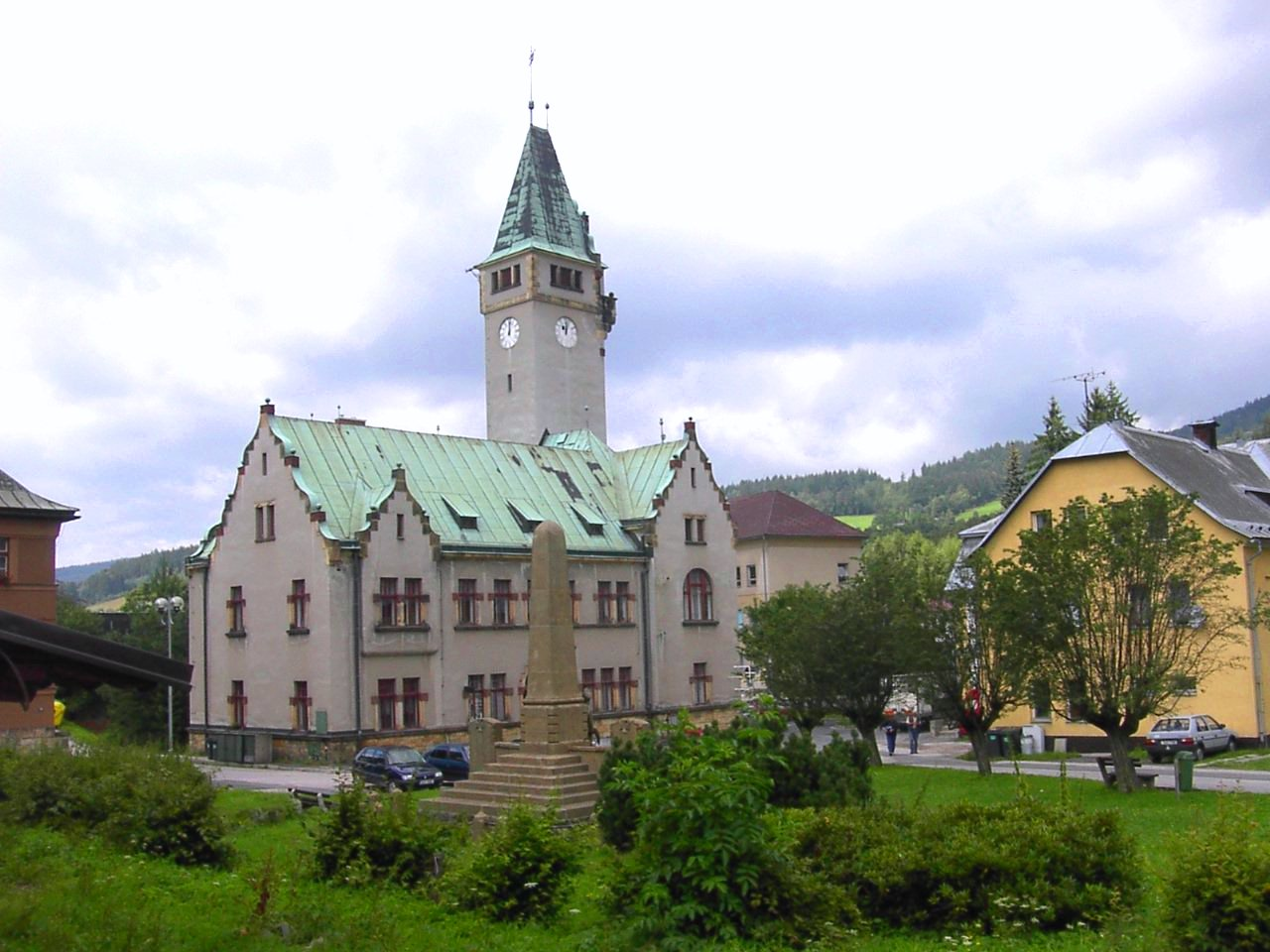
Budova radnice z jihovýchodní strany

Po rozvoji obce na přelomu 19. a 20. století se vedení Rokytnice nad Jizerou rozhodlo pro stavbu nové, reprezentativní budovy radnice. Plány radnice vypracovala firma Kleofáše Hollmana a Viktora Krause z Vrchlabí, stavbu provedla firma Josefa Hájka z Rokytnice. Budova stála 159 701 Rakouských Korun.
Základní kámen byl položen 12. dubna 1902 a celá budova byla slavnostně otevřena 27. září 1903. Během stavby byla provedena i regulace a zakrytí Huťského potoka v místě radnice. Mimo úřední místnosti se v jejích prostorách nacházely byty, tři cely pro vězně, spořitelna a obecní knihovna. Později zde sídlila také Veřejná bezpečnost.
V sedmdesátých letech 20. století proběhly další stavební úpravy. V roce 1971 došlo k úpravě interiéru obřadní síně a přilehlé šatny. V letech 1972 až 1976 byla provedena oprava fasády (stávající břízolitový nástřik), výměna původní střešní krytiny za měděný plech a úprava elektroinstalace. V roce 2017 byla zrekonstruována radniční věž. Během toho byly kvůli přístupnosti demontovány původní hodiny a nahrazeny elektrickým strojem. Byl také vybudován nový přístup do věže. 27. září 2018 pak byla věž k příležitosti 115 let od slavnostního otevření zpřístupněna pro veřejnost.

## Popis
Historizují budově radnice dominuje 37 metrů vysoká věž v severovýchodní části stavby. Střecha věže je dlátková, v případě většího arkýře se jedná o střechu zvonovou, menší arkýř završuje střecha jehlancová. Na věži se nachází vyhlídkový balkon, od roku 2018 zpřístupněný veřejnosti.